# Canton de Colmar-1
Le canton de Colmar-1 est une circonscription électorale française du département du Haut-Rhin.

## Histoire
Un nouveau découpage territorial du Haut-Rhin entre en vigueur à l'occasion des élections départementales de 2015. Il est défini par le décret du 21 février 2014, en application des lois du 17 mai 2013 (loi organique 2013-402 et loi 2013-403). Les conseillers départementaux sont, à compter de ces élections, élus au scrutin majoritaire binominal mixte. Les électeurs de chaque canton élisent au Conseil départemental, nouvelle appellation du Conseil général, deux membres de sexe différent, qui se présentent en binôme de candidats. Les conseillers départementaux sont élus pour 6 ans au scrutin binominal majoritaire à deux tours, l'accès au second tour nécessitant 12,5 % des inscrits au 1er tour. En outre la totalité des conseillers départementaux est renouvelée. Ce nouveau mode de scrutin nécessite un redécoupage des cantons dont le nombre est divisé par deux avec arrondi à l'unité impaire supérieure si ce nombre n'est pas entier impair, assorti de conditions de seuils minimaux. Dans le Haut-Rhin, le nombre de cantons passe ainsi de 31 à 17.
Le canton de Colmar-1 est formé de la commune d'Ingersheim, issue de l'ancien canton de Kaysersberg, et d'une fraction de la commune de Colmar. Il est entièrement inclus dans l'arrondissement de Colmar-Ribeauvillé. Le bureau centralisateur est situé à Colmar.

## Représentation
| Période élective | Période élective | Mandat | Mandat   | Identité         | Nuance | Nuance | Qualité |
| ---------------- | ---------------- | ------ | -------- | ---------------- | ------ | ------ | --- |
| 2015             | 2021             | 2015   | 2021     | Martine Dietrich |        | LR     | Infirmière à la retraite Adjointe au maire d'Ingersheim |
| 2015             | 2021             | 2015   | 2021     | Yves Hemedinger  |        | LR     | Chef d'entreprise Ancien Premier adjoint au maire de Colmar (2008 → 2020) Vice-président chargé de l'aménagement du territoire et du tourisme Député (depuis 2020) |
| 2021             | 2028             | 2021   | en cours | Martine Dietrich |        | LR     | Conseillère sortante |
| 2021             | 2028             | 2021   | en cours | Yves Hemedinger  |        | LR     | Conseiller sortant |

À l'issue du 1er tour des élections départementales de 2015, deux binômes sont en ballotage : Martine Dietrich et Yves Hemedinger (Union de la Droite, 35,34 %) et Laurence Locher et Romain Thomann (FN, 25,17 %). Le taux de participation est de 42,07 % (10 669 votants sur 25 363 inscrits) contre 47,8 % au niveau départemental et 50,17 % au niveau national.
Au second tour, Martine Dietrich et Yves Hemedinger (Union de la Droite) sont élus avec 68,7 % des suffrages exprimés et un taux de participation de 41,21 % (6 562 voix pour 10 453 votants et 25 363 inscrits).

## Composition
| Nom                            | Code Insee | Intercommunalité        | Superficie (km2) | Population (dernière pop. légale)                | Densité (hab./km2) | Modifier                                    |
| ------------------------------ | ---------- | ----------------------- | ---------------- | ------------------------------------------------ | ------------------ | ------------------------------------------- |
| Colmar (bureau centralisateur) | 68066      | CA Colmar Agglomération | 66,57            | Fraction : 38 173 (2022) Commune : 67 360 (2022) | 1 012              | modifier les données · modifier les données |
| Ingersheim                     | 68155      | CA Colmar Agglomération | 7,44             | 4 743 (2022)                                     | 638                | modifier les données · modifier les données |
| Canton de Colmar-1             | 6804       |                         |                  | 42 916 (2022)                                    |                    | modifier les données                        |

Le canton de Colmar-1 comprend :
1. une commune entière,
2. la partie de la commune de Colmar située à l'ouest d'une ligne définie par l'axe des voies et limites suivantes : depuis la limite territoriale de la commune de Wettolsheim, ligne de chemin de fer de Strasbourg à Bâle, rue d'Altkirch, route de Rouffach, place de la Gare, rue Georges-Lasch, rue de la Gare, rue des Trois-Épis, rue du Jura, route d'Ingersheim, rue des Papeteries, rue Henry-Wilhelm, rue de la Cavalerie, rue du Ladhof, rue Gustave-Umbdenstock, rue Frédéric-Kuhlmann, rue Ludwig-van-Beethoven, rue Charles-Marie-Widor, rue du Ladhof, avenue Joseph-Rey, route de Strasbourg, jusqu'à la limite territoriale de la commune d'Houssen.

## Démographie
En 2022, le canton comptait 42 916 habitants, en évolution de −4,84 % par rapport à 2016 (Haut-Rhin : +0,66 %, France hors Mayotte : +2,11 %).
| 2013   | 2018   | 2022   |
| ------ | ------ | ------ |
| 44 644 | 43 107 | 42 916 |